# Роттенаккер
Роттенаккер (нім. Rottenacker) — громада в Німеччині, знаходиться в землі Баден-Вюртемберг. Підпорядковується адміністративному округу Тюбінген. Входить до складу району Альб-Дунай.
Площа — 10,29 км2. Населення становить 2218 ос. (станом на 31 грудня 2020).